# Belladonnor
Belladonnor (Atropa) är ett släkte i familjen potatisväxter. Släktet förekommer naturligt från Medelhavsområdet till Himalaja. Det är känt för sin extrema giftighet och innehåller alkaloiderna atropin och hyoscyamin som används inom läkemedelsindustrin.

## Arter
Arter enligt Catalogue of Life:
- Atropa acuminata
- Atropa baetica, ibland kallad "spansk belladonna".
- Belladonna (A. belladonna)
  - caucasica, varietet av A belladonna, ibland kallad "kaukasisk belladonna".
- Indisk belladonna (A. acuminata)
- Atropa komarovii
- Atropa lutea
- Atropa pallidiflora

## Bildgalleri

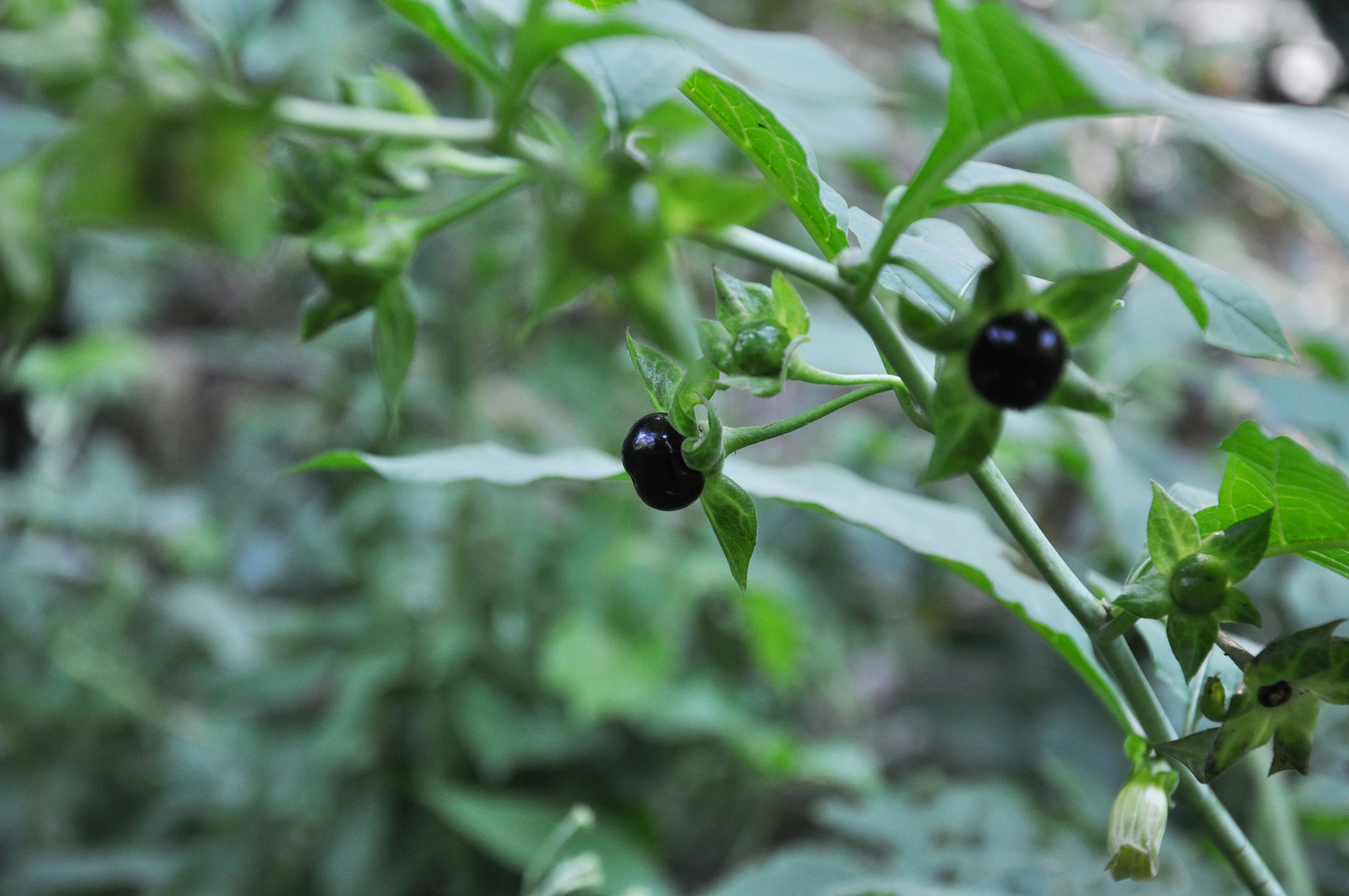
Varieteten caucasica.
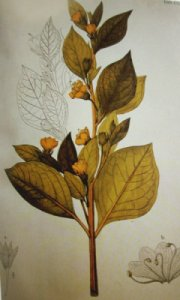
Atropa baetica
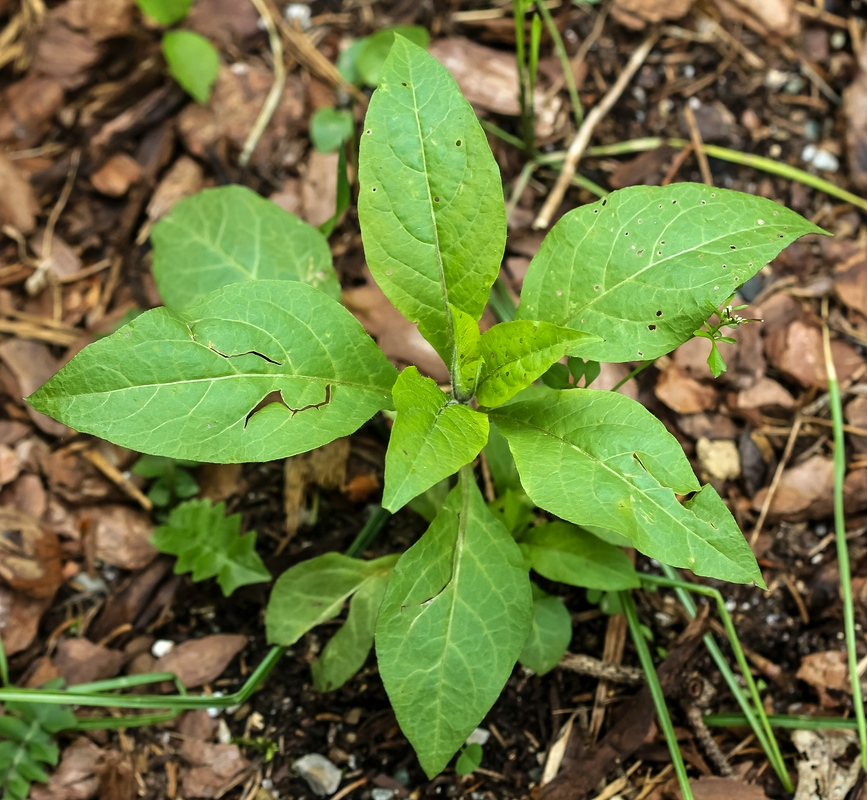
Atropa belladonna